# Libro de Jonás
El Libro de Jonás es un libro bíblico del Antiguo Testamento y del Tanaj hebreo, que en las biblias cristianas se ubica entre los libros de Abdías y Miqueas. Todo invita a situar la composición después del Destierro, en el curso del siglo V a. C.
Sus hechos se ambientan en algún punto del siglo VIII a. C.

## Libro de Jonás
Jonás es el único libro del Antiguo Testamento que trata exclusivamente de la comisión encargada a un profeta de Yahveh de ir a una ciudad pagana, Nínive, a proclamar un mensaje de juicio, lo que resultó en el arrepentimiento de dicha ciudad. Fue Jonás, hijo de Amitai, quien vivió las experiencias que se relatan en este libro. Puesto que es probable que fuese el mismo Jonás que se menciona en 2 Reyes 14:25.
El libro relata que Jonás  se negó a obedecer y al principio huye de la presencia de Yahveh embarcándose rumbo a Tarsis, pero en el camino Dios prepara una tempestad; Jonás les dice a los tripulantes que lo arrojen al agua y que el mar se calmará; los tripulantes, al saber que huían de Yahveh lo arrojan al mar en medio de la tempestad.
Entonces Dios envió un gran pez para que se tragara a Jonás. Después de tres días y tres noches de permanecer en el vientre del pez durante los cuales Jonás oró, Yahveh dio la orden de que el pez vomitara a Jonás, arrojándolo a tierra firme(Una tradición en Marruecos supone que Jonás fue devuelto por el gran pez en la playa de Massa, en el área que actualmente ocupa el parque nacional de Souss-Massa).[cita requerida]
Después de esto, Jonás recibió por segunda vez la orden de Dios de ir a predicar a Nínive. Jonás accedió y en esa ciudad anunció la destrucción inminente para temor de todos sus habitantes: "Dentro de cuarenta días Nínive será destruida". El Rey de la ciudad, al enterarse sobre dicho designio, ordenó el ayuno de toda la población. Al presenciar el arrepentimiento masivo de la población de Nínive, Dios decidió que no castigaría la ciudad ni a sus habitantes. Jonás se enojó al contemplar la piedad de su Dios y el hecho de que su profecía no se cumpliera, por lo que se marchó de la ciudad disgustado. Dios lo reprendió por su falta de compasión hacia los muchos miles de personas y animales de Nínive, pero al final lo alecciona.

## Características
El libro de Jonás es una historia narrativa que tiene como propósito dar testimonio de la gracia de Dios y que el mensaje de salvación es para todos los seres humanos.
Este libro difiere de los otros libros proféticos en el hecho de que se concentra en el profeta y no en sus profecías.  La escritura solo contiene un verso que resume el mensaje de Jonás para Nínive. Posteriormente Jesús mencionaría la historia de Jonás como una ilustración de su muerte y resurrección.